# Свети Димитър (Ахил)
Вижте пояснителната страница за други значения на Свети Димитър.
„Свети Димитър“ (на гръцки: Αγίου Δημητρίου) е средновековна църква в развалини на преспанския остров Свети Ахил (Агиос Ахилиос).

## Местоположение
Църквата е разположена в западните склонове на хълма Кале.

## История
Църквата е изградена в XIV век. Запазени са само част от апсидата и южната стена от малкия храм. Стените са направени от местен камък и хоросан, който впоследствие е унищожен от суровите климатични условия. В архитектурно отношение в първоначалния си вид вероятно е принадлежала към типа трикорабна базилика с ниша в светилището и два чифта малки стълбове във вътрешността, като има и по-късни промени.
Храмът е бил изписан с ценни стенописи. В 1990 година, когато е посетен от Стилянос Пелеканидис в прозореца на светилището е запазена сцената Мелисмос или Поклонение на жертвата, като отляво и отдясно има двама херувими и двама архиереи. Днес е запазена само малка част от сцената с един херувим и един йерарх в Леринския археологически музей. Стенописите датират от XIV век.
На входа на храма е открит камък с надпис, който може да е бил използван като преграда. В надписа се споменава град Ликеон.
В 1962 година църквата е обявена за паметник на културата.